# Víctor Pinto
Víctor Pinto es un exjugador de fútbol paraguayo que jugó en 12 de Octubre y es el actual entrenador de Club Deportivo Sol del Este de Paraguay.

## Trayectoria

### Sol del Este
En el Campeonato Nacional B 2013, llevó al plantel de primer del club a las fases de play-off de la competición contra Ovetense.
En la temporada de 2014, llevó al equipo sub-14 de Sol del Este a una victoria por 7–0 contra Ciudad Nueva.

## Clubes

### Como jugador
| Club          | País     | Año |
| ------------- | -------- | --- |
| 12 de Octubre | Paraguay |     |

### Como entrenador
| Club         | País     | Año   |
| ------------ | -------- | ----- |
| Sol del Este | Paraguay | 2009– |